# Pałac barokowy w Lubkowie
Pałac barokowy w Lubkowie – pałac wybudowany w 1757 r. w Lubkowie.

## Położenie
Pałac położony jest we wsi w Polsce, w województwie dolnośląskim, w powiecie bolesławieckim, w gminie Warta Bolesławiecka, na Pogórzu Kaczawskim w Sudetach, na pograniczu z Niziną Śląsko-Łużycką (Równiną Chojnowską).

## Historia
Barokowy obiekt jest częścią zespołu pałacowego, w skład którego wchodzą jeszcze: park krajobrazowy; dom zarządcy; dwie oficyny mieszkalne; stajnia
dwie obory; spichrz, stodoła.